# Literatura hispanohebrea

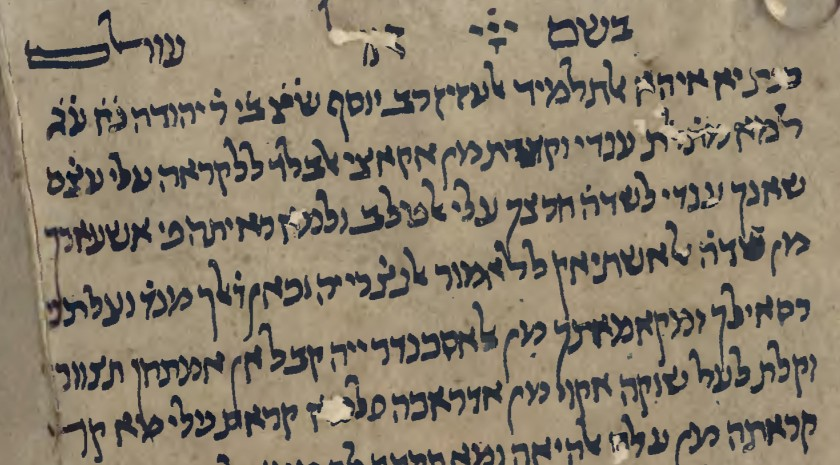
Manuscrito de la Guía de perplejos de Maimónides (texto en hebreo).

Se denomina literatura hispanohebrea a la producción literaria desarrollada en la península ibérica a partir del siglo X por parte de miembros de la comunidad judía.
Los hebreos andalusíes estaban asimilados a la cultura dominante y utilizaban el árabe como idioma de comunicación. El hebreo bíblico era una lengua de cultura, fundamentalmente religiosa. Sin embargo, y siguiendo el ejemplo de la poesía árabe que tenía a la lengua del Corán como perfecta y sagrada para la poesía, los judíos hispanos recuperaron el hebreo del Antiguo Testamento para su actividad literaria, si bien hubieron de crearse numerosos neologismos, fundamentalmente arabismos, para actualizar el hebreo rabínico.
La eclosión literaria hispanohebrea se corresponde con el renacimiento medieval de la cultura hebrea en general, que tuvo su epicentro en la ciudad de Córdoba, por entonces bajo dominio musulmán, cuyo nivel cultural alcanzó fama en toda Europa. Este renacimiento cultural consistió, básicamente, en ampliar el horizonte de la producción escrita más allá de los temas religiosos vinculados al Antiguo Testamento. Así, la heterogeneidad temática (filosofía, ciencia, naturaleza, las emociones, etc.) y la individualidad de las obras son los rasgos ahora más destacados.
Las principales circunstancias que favorecieron tal renacimiento fueron la pacificación del territorio en la segunda mitad del siglo X conseguida gracias a la acción de los califas Abderramán III y al-Hakam II y el notable desarrollo científico y literario de la cultura árabe en la que los judíos estaban inmersos. Tampoco es desdeñable la acción personal del médico de la corte de los dos califas mencionados, Hasday ben Saprut, personalidad judía de gran influencia política que actuó como mecenas de las principales figuras literarias de la época.
La época taifal se considera el Siglo de Oro de la cultura hispanohebrea, y se caracteriza por el esplendor del cultivo de la filosofía, fundamentalmente en la Taifa de Zaragoza (que incluía a Tudela de donde proceden los ibn Ezra y Yehuda Halevi). La cantidad de personalidades saraqustíes relevantes en esta disciplina (como Ibn Gabirol o Ibn Paquda) prepararán el terreno para la magna obra de Maimónides. También es este el periodo que conoció las más altas cotas de la poesía hispanohebrea, con figuras que pasaron a ser consideradas clásicas por todo el judaísmo, como el propio Ibn Gabirol o Yehuda Halevi.
Tras las invasiones almorávides y almohades la literatura judía hubo de refugiarse en las cortes cristianas, a las que transmitieron sus saberes. Si bien todavía en los siglos XIII al XV aparecen nombres importantes, ya no volvería a repetirse el momento culminante de la época de taifas andalusí.

## La poesía
Había poesía sacra y profana. El cultivo de la poesía en hebreo en la zona musulmana de la península ibérica a partir del siglo X se ve fuertemente influida por la poesía árabe. Se adoptó el hebreo bíblico como la única forma correcta del hebreo (de la misma forma que los árabes usaban la lengua coránica a efectos poéticos), la principal novedad es que se sustituyen los aspectos métricos tradicionales y se opta por las formas árabes de metro cuantitativo, por lo que se tienen que dividir las sílabas hebreas en largas y breves. 
El primer poeta que hace uso de ello fue Dunaš ben Labrat, formado en el Oriente musulmán y que se basó en la vocalización del texto de la Biblia hebrea para decidir la longitud de las sílabas. Dunaš introduce también el uso de la estructura de la casida árabe y varios de sus temas y motivos. Como todo innovador, Ben Labrat fue objeto de críticas, aunque a la larga la práctica totalidad de los poetas (la excepción más habitual fue la de la poesía religiosa, para la que algunos escritores mantuvieron la tradición hebrea) adoptaron el metro árabe cuantitativo, algo que dominó la poesía hispanohebrea hasta el siglo XV.
Los sistemas de versificación más frecuentes son los siguientes: poemas basados en la estructura de la casida; estróficos con base en la poesía popular de al-Ándalus, como por ejemplo en las moaxajas o el zéjel (ya en el siglo XII); estróficos de metro silábico y poemas estróficos con verso libre (sobre todo en la poesía litúrgica).
Además del ya mencionado uso del hebreo bíblico (que, inevitablemente, sufrió numerosas alteraciones), la poesía hispanohebrea está plagada de referencias bíblicas, tanto en forma de vocabulario como de expresiones y versículos enteros, conformando lo que se ha dado en denominar estilo mosaico, mediante el que esas referencias cobraban nuevos sentidos y valores.
Con todo, es la poesía secular el género que supone la innovación más sobresaliente de este periodo, pues la tradición histórica era casi enteramente la de una poesía litúrgica. Así, pues, los poetas empiezan a frecuentar subgéneros como la elegía, la sátira, el poema de amor o el panegírico, y el poema báquico de veta alegre y anacreóntica. En cuanto a la poesía sacra, durante los siglos XIII y XIX los grandes poemas litúrgicos llamados qerobah (ofrenda, bendiciones de la oración), ma'arib (véspero), yoser o yoserot (creador, para la oración de la mañana: el zulat destaca el carácter único de Dios; el o'fan el canto de los ángeles; el me'orot pregona la creación de los astros; las ge'ullot recuerdan al liberador de Israel), qedusta'ot o himnos para las bendiciones de sábados y fiestas; hosannas para el año nuevo; abodah para la fiesta del Yom Kipur; las azharot o preceptos del judaísmo, etc., apenas se escriben, pero en cambio los piyyutim (poesías litúrgicas) breves continúan componiéndose y es en ellos donde las innovaciones técnicas y temáticas se ensayan; la temática de los antiguos paytanim deja un hueco a las meditaciones sobre la actividad de Dios manifestada en la grandeza cósmica del Universo y su reproducción en el hombre, el microcosmos, un universo en miniatura en el que también resplandece Dios. También entran en esa temática las elucubraciones místicas de la cábala sobre los nombres de Dios, las potencias atribuidas a las letras del alefato, sus valores numéricos y las combinaciones que pueden hacerse con ellas. Originales y típicamente judíos eran los temas dedicados a la esperanza mesiánica, a la redención del Pueblo Elegido y a llorar el alejamiento de Sion, Jerusalén, a la que ardientemente se desea contemplar en toda su grandeza; el padecimiento por el destierro del pueblo judío es un tema que sufre un eclipse en el siglo XIII y vuelve a reaparecer a fines del XIV, pero entonces más que por un sentimiento piadoso y nacionalista obedeció a los pogrom de 1391.

## La prosa
Dos son las variantes de la prosa hispanohebrea: 
- la prosa rimada: de amplia tradición en el mundo árabe y caracterizada por el sometimiento flexible al uso de un metro y una rima determinados. Se utilizó especialmente en el género epistolar (por parte de autores como Moseh ibn 'Ezra, Yehudah ha-Levi y otros) y, sobre todo, en la narrativa, hasta el punto de que los principales relatos de la literatura hispanohebrea medieval se escribieron bajo esta forma. Originada también en la literatura árabe, en concreto en el género de las maqāmas, esta narrativa en prosa rimada se empieza a utilizar por parte de los judíos a partir del siglo XII.
- la prosa pura: aunque se usó indistintamente tanto el hebreo como el árabe, fue el árabe la lengua más empleada por los judíos de al-Ándalus al escribir en prosa, pues esta se dedicó especialmente a temas no literarios (ciencia, medicina, filosofía...), por lo que el hebreo carecía del léxico adecuado para su expresión. Además, la difusión de las obras se veía claramente favorecida, pues el árabe estaba mucho más extendida, incluso entre los propios judíos, que el hebreo. Solo hacia mitad del siglo XII, cuando la literatura hebrea empieza a abundar en los reinos cristianos peninsulares, el hebreo empieza a ser utilizado en la prosa.

## Etapas
Se pueden distinguir las siguientes etapas en la producción literaria hispanohebrea:
- Literatura hebrea en al-Ándalus (siglos c. 900-1250)

- Califato de Córdoba (siglo X)
- Reinos de Taifas e invasión almorávide (c. 1009 - hacia 1150)
- Invasión almohade (c. 1150 - hacia 1250), con las emigraciones judías intrapeninsulares hacia los reinos cristianos, debido a la intolerancia almohade hacia el judaísmo.

- Literatura hebrea en los reinos cristianos

- Periodo altomedieval (c. 1150 - hacia 1300)
- Periodo bajomedieval (c. 1300 - hacia 1492)

A partir de la expulsión de los judíos de España, se dará una literatura aljamiada y otra cristiana entre los conversos en el interior y continuará la tradición cultural en lengua hebrea con la diáspora sefardí a partir del siglo XVI.

## Literatura hebrea en al-Ándalus

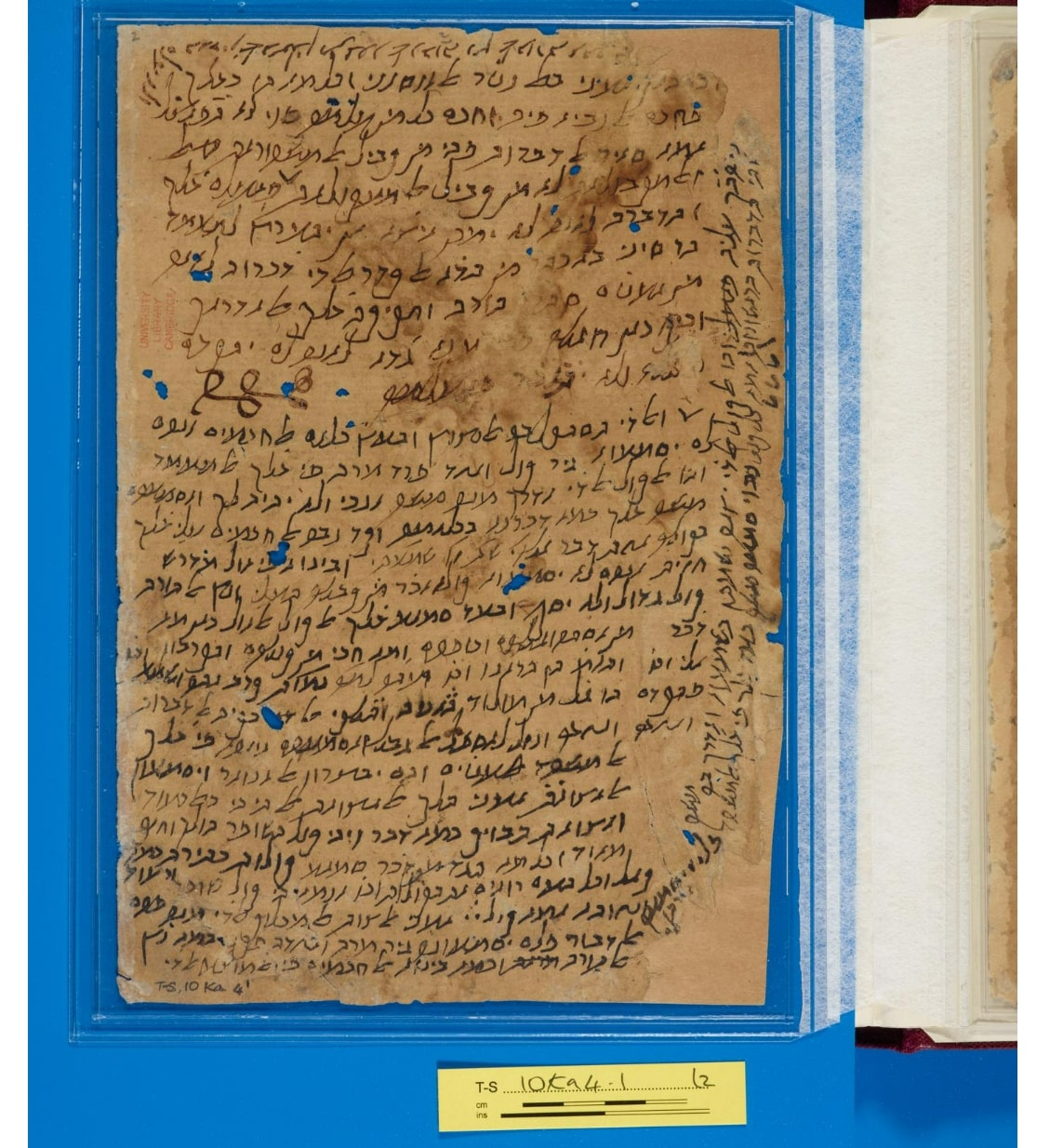
Página manuscrita de Maimónides (en árabe y hebreo).

### Califato de Córdoba (s. X)
La Córdoba califal del siglo X marca un periodo de renacimiento de la cultura hebrea. Influida por la literatura andalusí, la comunidad hebrea en al-Ándalus renovó los temas, introduciendo en sus letras asuntos no religiosos. Los intelectuales judíos comenzaron a ocuparse de temas filosóficos, lingüísticos o científicos y a escribir poesía no sinagogal. La poesía adoptó nuevas formas y temas hedonistas, y la prosa pasó de ser exclusivamente sapiencial a adoptar esquemas narrativos. 
Una de las figuras clave en este renacimiento cultural del pueblo hebreo fue Hasdai ben Saprut, bien situado en la corte de Abd al-Rahmán III y al-Hakam II, quien promovió el progreso de la cultura de sus correligionarios. Gracias a su mecenazgo, llegaron a Córdoba intelectuales judíos de todo el mundo, como el iraquí Mose ben Hanoh, célebre talmudista. El estudio independiente de las escuelas orientales del Talmud progresó, como muestra la importancia de la Academia Rabínica de Lucena.
En este periodo predomina la filología y la poesía, con intelectuales destacados como el tortosí Menahem ben Saruq, secretario de Hasdai ben Saprut, cuya poesía aún es tradicionalista. Más relevante fue su actividad como gramático. Su Mahberet se considera el primer diccionario morfológico hebreo de la península ibérica, aunque fue criticado por Dunash ben Labrat en su tratado lingüístico Tesubot (Respuestas), generando una controversia que se extendería en épocas posteriores, con gramáticos afectos a Saruq o a Labrat que se sumaron a una u otra escuela.

#### Menahem ben Saruq
En este periodo  predomina la filología y la poesía, con intelectuales destacados como el tortosí Menahem ben Saruq, secretario de Hasdai ben Saprut. Ben Saruq, cuya poesía aún es tradicionalista. Más relevante fue su actividad como gramático. Su Mahberet se considera el primer diccionario morfológico hebreo de la península ibérica, aunque fue criticado por Dunash ben Labrat en su tratado lingüístico Tesubot (Respuestas), generando una controversia que se extendería en épocas posteriores, con gramáticos afectos a Saruq o a Labrat que se sumaron a una u otra escuela.
Ben Saruq escribe cartas y poesía de circunstancias, vinculadas a hechos de relevancia en la vida de mecenas de la época como Yishaq ben 'Ezra ben Šaprut, y luego su hijo, incluida la elegía en el momento de su muerte. Es especialmente relevante la carta enviada por ben Saruq en 954, como secretario del hijo de ben Šaprut, a José, rey de los jazares, reino judío independiente entre el mar Caspio y el mar Negro, porque su introducción está en verso, conformando un poema con tintes épicos dedicado al ejército de los jazares. La lengua utilizada, predominantemente bíblica, y el contenido secular, son rasgos inequívocos de un renacer del hebreo clásico y de su correspondiente literatura. Tras retirarle su mecenas la confianza, lo encerró en un calabozo desde donde el escritor le envió una carta de queja en forma de poema y con estilo bíblico. 

#### Dunaš ben Labrat
Dunaš ben Labrat, también protegido por ben Saprut, introdujo en la poesía hebrea la métrica cuantitativa y la forma de la casida de la poesía árabe, así como sus asuntos, tanto en la poesía profana como en la litúrgica, lo que representaba una audaz innovación que le acarreó fuertes críticas, acusado de quebrar la estructura sintáctica del hebreo bíblico, lengua sagrada. Sin embargo, las formas árabes acabaron siendo dominantes en la poesía hispanohebrea.
Dunaš fue un destacado poeta en lengua hebrea, el primero en adaptar la métrica árabe a la poesía en hebreo. La poesía árabe tradicional estaba basada en la cantidad vocálica (distinción entre vocales cortas y largas), que no existía en hebreo. Dunash sustituyó este rasgo por el timbre de las vocales, estableciendo las bases de una nueva métrica hebrea, que alcanzaría gran difusión en la poesía hebrea medieval. Introdujo también en la lírica hebrea la estructura de la casida árabe. 
Sus innovaciones fueron objeto en la época de numerosas críticas en la época, ya que afectaban a los piyyutim (singular piyyut), un género poético de carácter litúrgico cuya tradición estaba muy arraigada. Fue criticado sobre todo por los discípulos de Ben Saruq, quienes le acusaban de corromper la lengua hebrea con sus innovaciones procedentes del árabe.
Algunos de sus poemas han sido incorporados a la liturgia judía, como las canciones Dror Yikra y Dvai Hasair. Salomón ibn Gabirol se refirió a él como el más importante poeta de su tiempo.
Como gramático, su obra más importante son las Tesubot (Respuestas), libro en el que critica duramente la principal obra de Ben Saruq, el libro Mahberet (Cuaderno), por razones tanto filológicas como religiosas. Dunaš defendía la ortodoxia frente a Ben Saruq, cuya obra estaba influenciada por el caraísmo. Dunash dedicó su Tesubot al príncipe (nasi) de los judíos de España y principal protector suyo, Hasdai ibn Shaprut, en un poema laudatorio que es el primer ejemplo de su adaptación al hebreo de la métrica árabe. 
En las Tesubot, Dunash introdujo por primera vez en la gramática hebrea nociones como la distinción entre verbos transitivos e intransitivos, o entre raíces fuertes y débiles, además de ser el primero en hacer una lista de verbos según sus raíces de tres letras. Acusa a Seruq de ser incapaz de percibir la estrecha relación entre las lenguas hebrea y árabe.

### Las taifas y el período almorávide (sigloXIy primera mitad delXII)
Considerado el Siglo de Oro de la cultura y la literatura hispanohebrea, contó con la tradición de filología y poesía, a la que se añadió el cultivo de la Filosofía, gracias a la actividad promotora desarrollada por los reyes de la Taifa de Zaragoza (que incluía a Tudela, otro importante centro cultural hispanohebreo), cuyo caldo de cultivo dio lugar a figuras relevantes en esta disciplina, como Ibn Gabirol, Ibn Paquda, Mose ibn Ezra, Yehuda ha-Levi y Abraham ibn Ezra.
Los reinos de taifas procuraron imitar el esplendor de los califas, y para ello acogieron a intelectuales árabes y hebreos que pudieran dar prestigio a sus monarquías. Los disturbios que sufrió Córdoba y la pérdida de regidores que pudieran dar amparo a los sabios, llevó a científicos y literatos a buscar la protección de los reyes de las taifas más importantes, como las de Sevilla, Toledo o Zaragoza. Así sucedió en el caso de Semuel ibn Nagrella, literato que fue secretario de Habús ben Maksan y gran visir de Badis ben Habús, reyes ziríes de la Taifa de Granada.
En este periodo los gramáticos ya no escribieron sus tratados en hebreo, como había sucedido en el siglo anterior, sino en árabe, a diferencia de los pioneros. Marwan Yonah ben Yanah fue el filólogo más destacado del siglo XI, con su Kitab al-tanquih (Libro de la investigación), que fue el primer estudio lingüístico sistemático sobre el hebreo bíblico.

#### Semuel ibn Nagrella (993 - 1055)
Fue un escritor versátil y prolífico poeta que adoptó en su quehacer formas y motivos de la poesía árabe. También redactó tratados sobre derecho, filología y exégesis bíblica. En el terreno de la prosa didáctica (no rimada) escribió Introducción al Talmud y El libro de la riqueza. 
Destacó como poeta elegíaco, lamentando la ausencia de parientes y amigos y la inestabilidad de las cosas humanas, así como los horrores de la guerra. Casi todas sus composiciones brillan por su elevación moral y filosófica, cercana en ciertos aspectos a la poesía de este género escrita muchos años después por Quevedo.
Su obra poética, escrita en árabe, está recogida en su Diwán, que incluye composiciones poéticas en hebreo con marcada influencia de temas y formas árabes. Entre su lírica destaca Ben Tehillim (Nuevos Salmos); Ben Michlé (Nuevos Proverbios) y Ben Qohélet (Nuevo Eclesiastés), todas ellas, como sus títulos indican, de inspiración bíblica. Cultivó asimismo una poesía profana de gran variedad de temas, que comprende desde composiciones militares y políticas hasta poemas amorosos y elegías.

#### Selomo ibn Gabirol (c. 1020 - c. 1057)
Ibn Gabirol, llamado Avicebrón, se crio y formó en Zaragoza bajo la protección y magisterio del gran visir judío del rey Mundir II de Saraqusta Yequtiel ben Isaac. Fue conocido tanto por su talento poético —está considerado uno de los máximos líricos hebreos—, como por la profundidad de su pensamiento, ya que Avicebrón fue valorado como uno de los primeros filósofos de al-Ándalus.
Como poeta, fue autor de numerosos panegíricos y elegías, sobre todo dedicadas a la memoria de Yequtiel, asesinado en 1039 durante las revueltas que acabaron con la dinastía tuyibí en Zaragoza y desampararon a Avicebrón, obligándolo a exiliarse. De todos modos, también aplicó su talento a la sátira y el autoelogio, géneros habituales entonces entre los poetas árabes pero no entre los hebreos.
Asimismo logró alcanzar gran lirismo en el ámbito de la poesía religioso-filosófica, entre la que destaca el Keter Malhut (Corona real), un largo poema de tendencias místicas que supone una síntesis entre las creencias tradicionales judías y la filosofía neoplatónica, todo ello adornado por un gran conocimiento de la astronomía árabe.
Compuso, además, dos célebres tratados filosóficos en lengua árabe. El primero (Yanbu al-hayat) fue traducido al latín como Fons vitae y se ocupa de epistemología y ontología. El segundo se ocupa de la ética y la moral y es de orientación ascética, el Kitab islah al-ahlaq (La corrección de los caracteres), de 1045.
Destaca en su tratamiento elegíaco del destino adverso y el destierro, sirviéndose de recursos literarios y temas del Cantar de los Cantares; no es menor la calidad de los poemas en los que profundiza sobre su filosofía, de carácter neoplatónico. La suya es una poesía característica de la tradición árabe, que adopta sus temas y métrica.

#### Ibn Paquda (segunda mitad delsigloXI)
Escritor, poeta y filósofo saraqustí, sus composiciones poéticas son siempre de carácter religioso y en ellas manifiesta un sentimiento sincero y profundo, aunque desde el punto de vista formal no siempre alcanza la gracia y ductilidad poéticas de Ibn Gabirol o Yehuda ha Levi. Compuso sus poesías en hebreo, aunque siguiendo la métrica árabe.
De todos modos, su celebridad no se asienta en su quehacer lírico, sino en su única obra en prosa, un tratado filosófico de carácter ascético escrito en árabe y titulado Los deberes de los corazones. La obra tuvo una extraordinaria difusión entre los judíos de todo tiempo y está emparentada con el misticismo tanto oriental como occidental.

#### Mose ibn Ezra (c. 1055 -post1135)
De su juventud cabe citar el Séfer ha-Anaq (Libro del collar), creado bajo el influjo de la literatura árabe. Fue un poeta de perfección canónica y destacó sobre todo en el campo de la teoría literaria con un tratado de retórica, Kitab al-Muhadarah wal-Mudhakarah (Libro de la disertación y el recuerdo), que es una preceptiva basada en la tradición árabe, considerada por muchos críticos como su obra maestra.
Su poesía  secular se recoge en dos obras: el Tarshish (compuesto según la técnica árabe del «tanijs» consistente en repetir las mismas palabras en cada estrofa, pero con un significado distinto en cada repetición), y la primera parte de su Diwan.
En cuanto a su poesía sacra, la mayor parte de su producción se encuentra en el Majzor, el tradicional libro de oraciones judío para el Yamim Noraim, el Rosh Hashanah (Año Nuevo judío) y el Yom Kipur (Día del Perdón). Estos poemas de penitencia, o selichot, le valieron el apelativo de Hasallach. 
Su intención es invitar al hombre a buscar en su interior, representando la vanidad de la gloria mundana, la desilusión que debe ser experimentada por los hedonistas, y el inevitable juicio divino. El piyyuttim que sigue al texto de la mishná del servicio del Templo, especialmente el piyyut «Feliz es el ojo que lo contempló», es considerado una de los poemas de mayor belleza del Majzor.
En 1090 la invasión almorávide de su taifa, Granada, le obligó a emigrar, circunstancia que refleja su literatura de este periodo, que evoca la nostalgia y la añoranza de su tierra perdida.

#### Yehuda Halevi (c. 1070 - 1141)
Nacido en Tudela (Taifa de Zaragoza). Discípulo del reconocido talmudista Yishaq al-Fasi además de amigo y protegido de Moses ibn Ezra, se formó intelectualmente en la Saraqusta de Ibn Paquda, Ibn Gabirol, Ibn Buqlaris o Avempace. Conocía en profundidad el talmud, la Biblia hebrea, la literatura rabínica, la poesía árabe y la filosofía griega.
En su estancia en Toledo escribió su Diwán, una colección de poemas profanos escritos en hebreo en los que hace un canto a la amistad, el amor y la naturaleza. Esta obra incluye también poemas religiosos que posteriormente se emplearían en la liturgia judía, en los que expresa su anhelo de Dios y Sion y su esperanza en la redención mesiánica del pueblo judío. Escribió asimismo el Libro del Jazar, diálogo en árabe en el que explica el judaísmo a un converso.
La temática y variedad de su obra poética es notable, y se ocupó de cantar al amor, la amistad o incluso el mar. Del Diwan escrito en Toledo se convervan panegíricos, cantos de boda, elegías y composiciones autobiográficas. 
Poeta culto, es autor de una poesía lírica rica en metáforas y descripciones, donde abundan las reflexiones filosóficas y religiosas. Utiliza diversas métricas y estrofas. Son famosas algunas de sus jarchas profanas escritas en el naciente romance, al final de las moaxajas. Por citar un solo ejemplo, he aquí una de ellas en transliteración y traducción al castellano de Emilio García Gómez:

km š flīwl ālīnw
nwm mš ādrmš amw šīnw
transliteración del hebreo

Como si filiyolo alieno,
non más adormes a meu seno.
jarcha

Como si [fueses] hijito ajeno,
ya no te aduermes más en mi seno.
traducción

De temática religiosa son Gueulot y Ahavot, entre las que destaca «El Quesudá» (Himno de la creación).
Su pensamiento reúne las tradiciones hebrea, árabe y cristiana, aunque representa la posición judía ortodoxa frente a las religiones cristiana y musulmana y a la filosofía de origen griego, que otros filósofos andalusíes, como Avempace, Maimónides o Averroes, intentarán conjugar.
Con el tiempo fue radicalizando su postura sionista, desengañado porque la llegada del Mesías que él esperaba en 1130 no se produjo. Volvió su pensamiento hacia la Tierra Prometida y el judaísmo ortodoxo, que defendió con celo en el Kitab alhuyya wa-l-dalil fi nusr al-din al-dalil (Libro de la prueba y del fundamento sobre la defensa de la religión menospreciada), escrito en árabe en los últimos años de su vida.
En El Kuzarí se presenta a un rey pagano —el rey de los Kuzares— que quiere conocer la verdadera religión y que, tras acudir a filósofos aristotélicos, a cristianos y a musulmanes, solo encuentra la verdad en las fuentes bíblicas del judaísmo, de las que ya le habían hablado, pero que solamente un sabio judío ortodoxo le revela en toda su verdad e integridad. Así, hace una apología del judaísmo y de lo que llama «la verdadera revelación» y, aun siendo una obra de carácter principalmente apologético, abundan en ella los conceptos teológicos y filosóficos. Constituye también un extraordinario compendio de tradiciones orales y costumbres semitas.
Con el paso del tiempo empiezan a abundar en Yehudah las elegías por los amigos que mueren y se imponen los temas religiosos. El género zuhd de los árabes, cargado de tópicos sobre el De contemptu mundi o desprecio del mundo y el elogio del ascetismo, está transido de emoción. Tampoco falta en esta etapa el influjo de la poesía moral de Ibn Gabirol. El tema mesiánico se hace más presente con la ocupación por los cruzados de Jerusalén y la aparición en Córdoba del falso mesías Moseh Drai, en 1130, la fecha precisamente que había soñado Yehudah como la del comienzo de la Edad mesiánica. 
El amor a Sion llevó a Yehudah a dirigirse a Tierra Santa y en su viaje marítimo compuso una serie de poesías sobre el mar. Llegado a Alejandría, encontró excelente acogida y, aunque al cabo de mucho tiempo prosiguió su viaje hasta Damieta, se quedó allí cerca de dos años y volvió a El Cairo. Su estancia en Egipto revivió en él el gusto por la poesía profana, que alternó con la de nostalgias por la Tierra Prometida.

#### Abraham ibn Ezra (c. 1089 - 1164)
Originario también de Tudela Abraham ibn Ezra practicó la poesía andalusí taifal que ya se había impuesto en la literatura hebraica de Sefarad, aunque introdujo asuntos innovadores, como el costumbrismo, que no había sido tratado anteriormente en la poesía hispanohebrea.
Cultivó también la prosa rimada con su Jay ben Mequis, cuyo asunto es el de una novela alegórico-filosófica.
Destacó como filólogo y teórico literario y en general por su amplia erudición tanto en ciencias como en letras. Redactó sus obras utilizando normalmente el hebreo.

### Período almohade (segunda mitad delXIIy primera delXIII)
La llegada de los almohades prescribió una islamización obligatoria a los judíos, que se vieron obligados a convertirse o emigrar. Entre los poetas que emigraron forzosamente estaba Joseph ibn Migash, quien años más tarde se convertiría en un importante rabino en Lucena.
En muchos casos, fueron los reinos cristianos, en periodo de florecimiento cultural, quienes recibieron a los intelectuales hebreos. Las aljamas de Córdoba, Sevilla y Granada desaparecieron y cerró la academia rabínica de Lucena. Sin embargo, fue en esta época cuando apareció el más importante de los intelectuales judíos, el celebrado filósofo Mosé ben Maimón, más conocido en el occidente cristiano como Maimónides.
De este periodo data la primera obra historiográfica hispanohebrea que se nos ha transmitido, Séfer ha-Qabbalá (Libro de la tradición), escrita por Abraham ibn Daud.

#### Maimónides
Mosé ben Maimón fue el mayor filósofo de la cultura hispanohebrea medieval. Profundo conocedor de la teología judía y de la cultura islámica, se formó con maestros árabes en astronomía, derecho, medicina y matemáticas. Aún adolescente su familia tuvo que aparentar su conversión al islam, huir de Córdoba y vivir discretamente y viajando a menudo ante la persecución religiosa almohade hasta que en 1160 Maimónides se trasladó a Fez, si bien el Magreb también estaba dominado por el Imperio almohade. Su Iguéret ha-sémad (Carta sobre la conversión forzosa), escrita en árabe, defiende la posición de quienes tuvieron que renunciar al judaísmo. Cinco años más tarde, se establece definitivamente en el Próximo Oriente y Egipto, donde Ben Maimón llegó a convertirse en médico del séquito de Saladino, además de jefe de la comunidad judía de El Cairo.
Su obra abarca disciplinas muy variadas, destacando en derecho, teología, ciencias y filosofía. Así, en el ámbito de las leyes rabínicas escribió el Séfer ha-misvot (Libro de los preceptos) que sistematiza toda la legislación judía; también escribió algunas de las primeras recopilaciones de rezos diarios en el culto judío, antecedentes de los sidurim actuales. De todas maneras, su Guía de perplejos (Nebujim) su obra capital. En esta obra intenta conciliar la fe y la razón utilizando la lógica aristotélica. La influencia de la Guía de perplejos fue enorme, fundamentalmente entre los hebreos sefardíes y occitanos, aunque también se aprecia su huella en la escolástica cristiana.

## Literatura hebrea en los reinos cristianos

### Alta Edad Media (sigloXII-XIII)
La extensión por al-Ándalus de la conquista cristiana y la mencionada represión almorávide llevaron a las comunidades judías a establecerse en aljamas de las principales ciudades de los reinos cristianos y a que algunos de sus más destacados miembros ocuparan allí importantes cargos políticos y aportaran su conocimiento del árabe y hebreo como traductores de las cortes de Fernando III el Santo, Alfonso X el Sabio y Jaime I el Conquistador.
Sin embargo, no estuvo exenta de tensiones la convivencia entre las tres culturas, de lo que da muestra la importancia de la literatura apologética, sapiencial, de debate y de polemistas.
Destaca en esta época el auge de la prosa narrativa rimada, que seguía la tradición de la maqama sarracena y fue practicada por relevantes autores como Yosef ben Meir ibn Zabarra, autor del Séfer Saasuim o Libro de los entretenimientos (que sigue la estructura árabe de relatos insertos en un marco narrativo), y el admirador de Maimónides Yehudá al-Jarizi (c. 1170-c. 1230), cuyo Séfer Tajkemoní supone la obra culminante de la novelística en prosa rimada hispanohebrea. En cuanto a la cuentística es reseñable la labor de traducción de las colecciones de cuentos árabes (como el Calila e Dimna o Sendebar), en la que los judíos desarrollaron una notable labor y contaban con el afamado precedente de la producción de Pedro Alfonso, judío aragonés nacido hacia el 1062 y convertido al cristianismo en 1106 cuya Disciplina clericalis, escrita en latín, tuvo una enorme influencia en Europa.
En el ámbito de la prosa rimada escrita en hebreo, sobresale el Séfer ha-mesalim (Libro de cuentos) del traductor al hebreo del Calila e Dimna Jacob ben Eleazar de Toledo. Se trata de un libro de diez relatos que acusa influencias tanto árabes como cristianas y tradujo al hebre.
En el terreno de la prosa sapiencial, hay que destacar el cultivo de la cábala, representada por el célebre Zohar de Mosé de León, y por Mosé ben Najmán. Cabe mencionar asimismo la obra de Abraham ibn Hasday, quien también intervino en la polémica generada por la Guía de perplejos en apoyo del sabio cordobés y compuso la variante hebrea del Barlaam y Josafat, un asunto originariamente basado en la historia de Siddhartha Gautama, titulándola Ben ha-mélej we-ha-nazir (El príncipe y el monje).
Cultivaron la poesía en este periodo, aunque sin el magisterio del siglo XI, Mesulam ben Selomó, innovador, realista y descriptivo, y Todros ben Yehudá ha-Leví Abulafia, prolífico poeta y antólogo, que vuelve al clasicismo andalusí, aunque introduce novedades en los temas, como la presencia del amor hacia mujeres árabes y cristianas. Destacan sus pasajes poéticos autobiográficos, en los que ensalza la vida en la corte castellana de Toledo y su relación personal con Alfonso X el Sabio.

### Baja Edad Media (sigloXIV-XV)
Se trata de una época de decadencia en que la calidad de las obras dista mucho de la alcanzada entre los siglos XI-XIII. Las persecuciones y tragedias colectivas sufridas por el colectivo judío en España provocaron un notable descenso de la producción literaria. Empero, cabría mencionar los siguientes nombres:
- Poesía: Selomó ben Mesulam y Selomó ben Reubén Bonafed.
- Prosa: Sem Tob ben Ishaq Ardutiel, conocido en el ámbito cristiano como don Sento de Carrión que escribió tanto en castellano (Proverbios morales) como en hebreo (Las batallas del cálamo y las tijeras).
- Historiografía: Libro de la tradición de Abraham ben Selomó de Torrutiel, el quincuagésimo capítulo del Compendio de la memoria del justo redactado por Yosef ben Saddiq, el Libro de las genealogías de Abraham Zacuto y La vara de Judá de la familia Ibn Verga.
- Derecho: Asher ben Jehiel, rabí de Toledo desde 1305, se convirtió en la máxima autoridad en derecho de toda la comunidad judeoespañola y avanzó en el establecimiento de la ley judía sefardita escrita.
- Teología y polémica sobre Maimónides: Ishaq Abravanel (1432-1508), exégeta bíblico enmarcado en el antirracionalismo, y opuesto a la obra de Maimónides. En la polémica sobre la Guía de perplejos abundaron los detractores. Hasdai Crescas (1340-1412), rabino de Barcelona, intentó refutar los argumentos de la Guía de perplejos en Or Adonai (La luz del Señor), y fue seguido por Ishaq Arama (1420-1494), quien se exilió a Nápoles tras la expulsión definitiva de los judíos de Sefarad. Fueron pocos los que defendieron en los siglos XIV y XV a Maimónides, entre ellos cabe citar a Abraham ben Sem Tob, fallecido antes de 1489.

## Fuente principal
- Navarro Peiro, Ángeles (enero de 2003).  Memoria de Sefarad. Sociedad Estatal para la Acción Cultural Exterior, ed. Literatura hispanohebrea. Toledo. pp. 293-307. (enlace roto disponible en Internet Archive; véase el historial, la primera versión y la última).

## Otras fuentes
- Melamed, Meir Matzliah (1983). Sidur ha-mercaz: libro de oraciones según el rito sefardí y manual práctico de judaísmo con traducción, comentarios, preguntas y respuestas. Jerusalem: Centro Educativo Sefaradí Jerusalem.

- Sáenz-Badillos, Ángel (1991). Literatura hebrea en la España medieval. Madrid: Fundación amigos de Sefarad. ISBN 8460410471.

- Datos: Q5977131